# Festival Omladina 1971.
Festival Omladina 1971., glazbeni festival
Popis pjesama , autora glazbe , autora teksta i izvođača.
1. Vreme romantičara ( Ljubiša Lolić-Ljubiša Lolić) - Ljubiša Lolić
2. Deca sunca ( D. Gaborov ) - 
3. Vredi živeti ( D. Bakić     ) -
4. Zašto nas gledaju svi ( M. Cokić) - 
5. Ne plači( B. Shehu ) - Shaban Kelmendi
6. Jutri bo vse dobro ( Tomaž Domicelj-Tomaž Domicelj ) - Tomaž Domicelj
7. Tvojot prvi vals ( Grigor Koprov - Snežana Lipkovska ) - Grigor Koprov
8. Dođi djevojko bez lica ( Miša Marković-Miša Marković ) - Miša Marković
9. Ti si ( Stevan Burka - V. Ovcin ) - Daniela Pančetović
10. Dam di - di - dam ( Neven Mijat - Siniša Škarica ) - Snežana Misić
11. Poslednje zbogom ( R. Mihić - R. Mihić ) - Oto Pestner
12. Dođi još jednom ( Franco Squarcia - Giacomo Scotti  - Tanja Kokeza
13. Teuta , ljubavi moja ( Tomor Berisha-Jusuf Gervalla/M.Savić) - Ljubomir Ninković
14. Zar stvarno ( Nenad Vilović- Jakša Fiamengo ) - Tihomir Bralić
15. Ona (  B. Milinković ) -
16. Tada će biti kano ( J. Šunjka - J. Šunjka ) - Tomislav Križmanić
17. Sana bikmaz gozlerim ( Husein Kazaz-O. D. Yurtsever ) - Husein Kazaz
18. Otišla je ( B. Grgić - B. Grgić ) - Mija Muratović
19. Kikiriki (B. Đakoni ) - Rade Vučković
20. Ovce , ovce ( Nikola Borota-Nikola Borota ) - Grupa Kamen na kamen
21. Nek se grle svi ( Krešimir Neckov ) - 
22. Vrati se meni ( B. Radojević-B. Radojević) - Nenad Cenerić 
Ova čeiri pjevača pjevaju neku od četiri pjesme kojima nije naveden izvođač :Dragan
Nedimović , Slavoljub Kocić , Ištvan Kuki-boroš i Miloš Milaković.
Nagrade na festivalu :
Nagrade stručnog žirija - 1. Husein Kazas - Sana bikmaz gozlerim
2. Grupa Kamen na kamen - Ovce , ovce
3. Ljubomir Ninković - Teuta , ljubavi moja
Nagrade publike  1. Daniela Pančetović - Ti si
2. Mija Muratović - Otišla je 
3. Tomaž Domicelj - Jutri bo vse dobro
Nagradu za interpretaciju dobio je Oto Pestner - Poslednje zbogom
Nagradu za najbolji tekst dobila je Snežana Lipkovska za pjesmu Tvojot prvi vals , a pjevao ju je Grigor Koprov 
Rock večer festivala Rock grupe )
1. Entuzijasti ( Subotica ) -
2. Mendrabest
3. Bele vrane -a)Čuk se je oženil b) Razočaranje
4. Pro arte - Sam na svijetu
5. Korni grupa - a( Pogledaj u nebo b) 1947.
6. Mi - La , la , la
izvor : lp ploča RTB-a, ilustrirani tjednik Studio .